# Роговик одеський
{{#ifeq:0|0|{{#if:Cerastium odessanum|{{#if:|[[]}}|[[]]}}}}
Роговик одеський (Cerastium odessanum) — вид квіткових рослин родини гвоздикових (Caryophyllaceae).

## Біоморфологічна характеристика
Це зелена однорічна рослина 7–20 см заввишки. Листки еліптичні або яйцювато-ланцетні. Чашолистки 5–7 мм у довжину, пелюстки 2–2.5 мм ширину. коробочки яйцювато-довгасті, майже рівні по довжині чашолисткам.

## Поширення
Ендемік України.
В Україні вид росте на степових і кам'янистих схилах — на півдні Правобережного Степу, зрідка.